# Мельникова Анастасія Рюриківна
Анастасія Рюриківна Мельникова (нар. 19 вересня 1969 року,, Ленінград) —  радянська і російська акторка театру і кіно, телеведуча. Заслужена артистка Російської Федерації (2006).
Російський політичний діяч. Депутат Законодавчих Зборів Санкт-Петербурга V і VI скликань з 14 грудня 2011 року.
Велику популярність їй принесла головна жіноча роль Анастасії Абдулової в трьох серіалах: «Вулиці розбитих ліхтарів», «Опера. Хроніки забійного відділу» та «Ливарний».
Внесена до Переліку осіб, які створюють загрозу нацбезпеці України. Фігурант бази даних центру «Миротворець».

## Біографія
Народилася 19 вересня 1969 року в сім'ї лікарів.
Закінчила акторський факультет ЛДІТМіКа (нині — РДІСМ; курс Ігоря Владимирова) в 1990 році. Стажувалася в США.
З 1993 року працює в театрі імені В. Ф. Коміссаржевської. Художній керівник російсько-американського фестивалю мюзиклу.

### Депутат Законодавчих Зборів Санкт-Петербурга
У 2011 році була обрана до Законодавчих Зборів Санкт-Петербурга від партії «Єдина Росія». При цьому Анастасія поки не є членом партії, перебуваючи в статусі кандидата (прихильника).
У законодавчих зборах Петербурга Мельникова є заступником голови постійної комісії з питань культури, науки та освіти, опікуючись сферою культури. Так, Мельникова була одним з ініціаторів зустрічі депутатів, громадськості та голови комітету з культури Дмитра Месхієва. Свою роботу в комісії Мельникова описує так: «Я свою роль бачу в тому, щоб максимально згладити протиріччя, але щоб люди побачили проблему. А в агресії і в гніві людина не побачить тих речей, які їй хотілося б донести».
11 березня 2014 року підтримала анексію Криму Росією і підписала звернення діячів культури РФ на підтримку політики Президента РФ Путіна в Україні та в Криму.
18 вересня 2016 року Анастію Мельникову знову було переобрано депутатом на найближчі 5 років.
3 липня 2018 року, будучи членом комісії з соціальної політики і охорони здоров'я Законодавчих зборів Санкт-Петербурга, підтримала проект федерального закону № 489161-7 «Про внесення змін до окремих законодавчих актів Російської Федерації з питань призначення та виплати пенсій». Таким чином, Мельникова підтримала пенсійну реформу, запропоновану Урядом Росії.

## Родина
Серед пращурів — селяни і купці, а також дворяни з роду Верьовкіних-Шелют.
У XX столітті з'явилося багато лікарів Мельникових, основним навчальним закладом для них була Санкт-Петербурзька військово-медична академія.
Предки Анастасії родом з Мезені: її прадід Василь Васильович Мельников був одним з найбагатших купців міста. Його син, дід Анастасії — хірург-онколог, генерал-майор медичної служби, академік Академії медичних наук СРСР Олександр Васильович Мельников (1889—1958), батько — Рюрик Олександрович (1924—1993) і мати Олена Олегівна (нар. 1946) — також хірурги-онкологи.
Брати — Олег (хірург, кандидат медичних наук) і Олександр (юрист).
Дядько — Олег Мельников, астроном, член-кореспондент Академії наук СРСР.
У 18 років Анастасія пережила тяжку втрату — смерть Томаза Гвішіані, який, незважаючи на 22-річну різницю у віці, мав стати її чоловіком.
Донька Марія (нар.. 24 липня 2002).
З 1990 року була одружена з В'ячеславом Тельновим (нар.. 7 вересня 1958 р., Заслужений працівник культури Російської Федерації, кінопродюсер, тоді — директор Санкт-Петербурзької студії документальних фільмів, зараз — генеральний директор ВАТ "Кіностудія «Ленфільм»); прожили в шлюбі вісім років, пізніше розлучилися. В даний час — неодружена.
Анастасія — хрещена мати Варвари Федорцової, дочки актора Андрія Федорцова.

## Творчість

### Фільмографія
- 1990 — Афганський злам — епізод
- 1994 — Російський транзит — танцівниця Настя
- 1994 — Рік собаки — співачка
- 1995 — Манія Жизелі — Лідочка Іваніва
- 1998—2003 — Вулиці розбитих ліхтарів 1-5 — Анастасія Абдулова (5 сезонів, 135 серій)
- 2000 — Бандитський Петербург. Фільм 1. Барон — мистецтвознавець Ірина Лебедєва
- 2000 — Агент національної безпеки-2 (серія № 14 «Гордіїв вузол») —  емігрантка Люба Сунстрем
- 2003 — Ідіот —  Олександра Іванівна Єпанчіна
- 2004 — Опера. Хроніки убійного відділу — Анастасія Абдулова
- 2004 — Завжди говори «Завжди» 2 —  Рита
- 2005 — Ріелтор —  Надя, дружина Аркадія
- 2005 — Казус Кукоцького —  Ірина Іванівна Єлісєєва
- 2006 — Секретні доручення —  слідчий Тетяна Лопатко
- 2007 — Стратити не можна помилувати —  Олена Олександрівна Новожилова
- 2007 — Сонька — Золота Ручка —  каторжанка Груня
- 2007 — Сторонній —  дружина Олександра Ремезова
- 2008 — Біс —  психолог Анастасія Мельникова
- 2008 —  2014 — Літєйний, 4 —  Настя Мельникова
- 2008 — Тільки вперед —  Настя
- 2009 — Я покажу тобі Москву —  слідчий
- 2009 — Глухар. Приходь Новий рік! —  Настя Мельникова
- 2010 — Рись —  Кошкіна
- 2010 — Питання честі —  Настя Мельникова
- 2015 — 12 місяців. Нова казка —  Поліна, мама Лізи
- 2015 — Під електричними хмарами —  Ірина
- 2016 — Іван —  Ольга
- 2016 — Птах —  мама Каті
- 2019 — Врятувати Ленінград —  мати Насті, Марія Миколаївна

### Телеспектаклі
- 1999 — Ушанування — Саллі Гейнс

### Ролі в театрі
- 2009 — Джон Прістлі «Скандальна пригода» — Хардейкер (антреприза)
- 2009 — Олексій Козирєв «Стратити не можна помилувати» — директорка гімназії (антреприза)
- 2014 — Бернард Шоу «Мільйонерка» — Єпіфанія (антреприза)
- 2015 — Олексій Козирєв «На Брудершафт» — жінка. (Театр Алеко)

### Інші телепроєкти
Тричі брала участь у телегрі Форт боярд 2003 і 2006 рік: у перший раз грала команда учасників: Сергій Чонішвілі, В'ячеслав Грунський, Ольга Сидорова, Євген Попов і Наталія Антонова, у другій і третій: Світлана Журова, Володимир Філіппов та Євген Ганелін.
- У 2006 році брала участь у російському телевізійному проекті «Танці з зірками».
- У 2007 році вела телепрограму «Лихі 1990-ті» на НТВ.
- З жовтня 2007 по березень 2009 років вела програму «Приватний візит Анастасії Мельникової» на телеканалі 100ТВ.
- З 22 вересня 2009 року по серпень 2010 року була ведучою телепрограми «Ділянка» на Першому каналі.
- 18 червня 2018 року брала участь у програмі Доля людини на телеканалі Росія 1.

## Нагороди та звання
- Заслужена артистка Російської Федерації (20 квітня 2006 року) — за заслуги в галузі мистецтва[4].
- Орден Дружби (29 квітня 2019 року) — за великий внесок у розвиток вітчизняної культури і мистецтва, багаторічну плідну діяльність[22].